# Själlösbådan
Själlösbådan är en ö i Finland. Den ligger i Bottenhavet och i kommunen Korsnäs i den ekonomiska regionen  Vasa i landskapet Österbotten, i den västra delen av landet. Ön ligger omkring 51 kilometer sydväst om Vasa och omkring 350 kilometer nordväst om Helsingfors.
Öns area är 3,2 hektar och dess största längd är 370 meter i nord-sydlig riktning. I omgivningarna runt Själlösbådan växer i huvudsak blandskog.